# Фелипе Рејес
Фелипе Рејес Кабанас (шп. Felipe Reyes Cabanas; Кордоба, 16. март 1980) је бивши шпански кошаркаш. Играо је на позицији крилног центра.

## Клупска каријера
Током професионалне каријере је наступао само за два клуба. У Естудијантесу је био од 1998. до 2004. а у Реал Мадриду од 2004. до 2021. године. Са Реалом је у домаћим оквирима освојио седам пута национално првенство, шест пута Куп и пет пута Суперкуп. Од европских трофеја освојио је две Евролиге (2015. и 2018), УЛЕБ куп 2007. и Интерконтинентални куп 2015. године.

## Репрезентација
Са репрезентацијом Шпаније је освојио Светско првенство 2006. у Јапану, сребрне медаље на Олимпијским играма 2008. у Пекингу и Олимпијским играма 2012. у Лондону, три златне, две сребрне и једну бронзану медаљу на Европским првенствима у кошарци. Има и бронзану медаљу са Олимпијских игара 2016. године.

## Успеси

### Клупски
- Естудијантес:
  - Куп Шпаније (1): 2000.

- Реал Мадрид:
  - Евролига (2): 2014/15, 2017/18.
  - УЛЕБ куп (1): 2006/07.
  - Првенство Шпаније (7): 2004/05, 2006/07, 2012/13, 2014/15, 2015/16, 2017/18, 2018/19.
  - Куп Шпаније (6): 2012, 2014, 2015, 2016, 2017, 2020.
  - Суперкуп Шпаније (5): 2012, 2013, 2014, 2018, 2019.
  - Интерконтинентални куп (1): 2015.

### Појединачни
- Идеални тим Евролиге — прва постава (1): 2014/15.
- Најкориснији играч Првенства Шпаније (2): 2008/09, 2014/15.
- Најкориснији играч финала Првенства Шпаније (2): 2006/07, 2012/13.
- Најбоља петорка Првенства Шпаније (4): 2006/07, 2007/08, 2008/09, 2014/15.

### Репрезентативни
- Европско првенство до 18 година:
  -  1998.
- Светско првенство до 19 година:
  -  1999.
- Европско првенство до 20 година:
  -  2000.
- Европско првенство:
  -  2009, 2011, 2015.
  -  2003, 2007.
  -  2001.
- Светско првенство:
  -  2006.
- Олимпијске игре:
  -  2008, 2012.
  -  2016.